# Сказка о живом времени
«Сказка о живом времени» — советский кукольный мультипликационный фильм, снятый режиссёром Николаем Серебряковым на студии «Союзмультфильм» в 1970 году по сценарию Овсея Дриза. Посвящён 100-летнему юбилею Владимира Ленина.

## Сюжет
Языком метафор и аллюзий изображены поиски пути жизненного усовершенствования, ведущиеся мальчиком, родившимся в царской России. Такое усовершенствование достигается установлением Советской власти.

## Съёмочная группа
| Автор сценария и текстов песен | Овсей Дриз                                                       |
| Режиссёр                       | Николай Серебряков                                               |
| Художник-постановщик           | Алина Спешнева                                                   |
| Художники-мультипликаторы      | Яна Вольская, Наталия Дабижа, Юрий Клепацкий, Вячеслав Шилобреев |
| Оператор                       | Владимир Сидоров                                                 |
| Композитор                     | Эдуард Артемьев или А. Артемьев                                  |
| Звукооператор                  | Борис Фильчиков                                                  |

## Технические данные
| Жанр                    | сказка                                         |
| Возрастная категория    | 0+                                             |
| Тип                     | кукольный                                      |
| Цветность               | цветной                                        |
| Продолжительность       | 9 минут 36 секунд или 9 минут или 10 минут     |
| Носитель                | 35 мм                                          |
| Киностудия              | «Союзмультфильм»                               |
| Страна производства     | СССР                                           |
| Дата производства       | 1970 год или 1971 год или 1969 год             |
| Прокатное удостоверение | № 214029315 от 27.10.2015                      |
| Особые отметки          | Все права у ФГУП «Киностудия „Союзмультфильм“» |

## Описание, отзывы и критика
По мнению Сергея Асенина, фильм «Сказка о живом времени» был создан только благодаря необыкновенным проявлениям интереса и любви режиссёра Николая Серебрякова к современным философским и романтическим сказкам, его умению придумать способы и найти цвета для отображения их идей и сюжетов в кукольном экранном действии.
По мнению Натальи Кривули, фильм «Сказка о живом времени» относится к философским сказкам, являющимся дальнейшим расширением границ жанра через «сказки для взрослых» путём перехода мультипликации от эпически-мифологических к притчево-метафорическим и публицистическим формам.
По мнению Георгия Бородина, незаслуженно забыт недоступный широкому зрителю построенный на изобразительных метафорах и очень необычный фильм «Сказка о живом времени», посвящённый 100-летнему юбилею Владимира Ленина. По сведениям Бородина, из вступительной части этого фильма были удалены документальные кадры, снятые в музее Ленина, не совместившиеся, по мнению Главного управления художественной кинематографии, с последующими кадрами жизни ищущего «живое время» мальчика. Часть этих кадров сохранилась в финальной части фильма. Кроме того, были высказаны некоторые нарекания якобы «чрезмерной усложнённости изобразительного решения».